# Pseudagrion incisurum
Pseudagrion incisurum – gatunek ważki z rodziny łątkowatych (Coenagrionidae).